# Orso Smokey
L'Orso Smokey è la mascotte del Corpo di Rangers Forestali dello Stato di New York. Fu creata nel 1944; il suo slogan era "Soltanto tu puoi prevenire gli incendi nei boschi" (traduzione della versione originale «Only YOU can prevent forest fires!»; calco ripreso dalla frase di propaganda per l'arruolamento dello Zio Sam).

## Cartoni animati
L'orso Smokey (The Smokey Bear Show?) è anche protagonista di una serie televisiva animata metà americana e metà giapponese prodotta da Rankin-Bass Productions, Toei Animation.

## Storia
Nel 1950 venne ritrovato un giovane orso nero americano di tre mesi, orfano di madre a causa di un incendio forestale: il cucciolo presentava segni di gravi ustioni su tutto il corpo. L'animale venne immediatamente trasportato in un centro di recupero per la fauna selvatica e, grazie alle cure, riuscì fortunatamente a sopravvivere. Da lì si ebbe l'idea di creare una mascotte tenera (come può essere un orsetto) e con una storia vera, triste ma a lieto fine che sensibilizzasse le persone e in particolare i bambini sugli incendi dolosi e invitarli a non compiere atti vandalici nelle foreste.

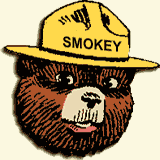
Logo da cappello.

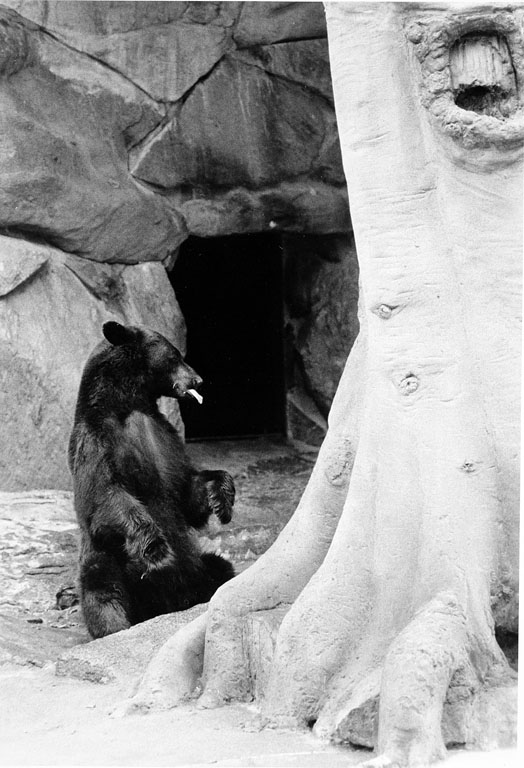
L'orso Smokey da adulto nel suo recinto allo zoo di Central Park.

### Personaggi
- Smokey
- Grizzly
- Freddy
- Benny
- Smokey cucciolo